# Pałac Rájec nad Svitavou
Pałac Rájec nad Svitavou (czes. Zámek Rájec nad Svitavou, niem. Schloss Raitz) – zabytkowy pałac, znajdujący się w morawskim mieście Rájec-Jestřebí, w dzielnicy Rájec nad Svitavou (dawniej samodzielnej miejscowości). Został uznany narodowym zabytkiem kultury Republiki Czeskiej.
W miejscu dzisiejszego pałacu, na pagórku określanym jako Hradisko, w XIII lub XIV wieku powstała twierdza, którą w XVI wieku przebudowano na renesansowy pałac. Był on wówczas w ręku rodziny Drnovských z Drnovic. Kolejnymi właścicielami był austriacki ród Roggendorf, który uzyskał zyskał obiekt po małżeństwie z dziedziczką majątku Drnovských. Wreszcie w 1763 roku pałac dostał się w ręce rodziny Salm-Reifferscheidt-Raitz, ostatnich prywatnych gospodarzy w Rájcu. Dokonała ona szerokiej rekonstrukcji obiektu w stylu rokokowego klasycyzmu (określanego też jako styl Ludwika XV lub Ludwika XVI).
W 1945 roku pałac skonfiskowało państwo czechosłowackie na podstawie dekretów Beneša, które już cztery lata później udostępniło zwiedzającym parter budynku. Następnie otwierano w nim Museum moravského krasu, które jednak działało krótko. W kolejnych dekadach trwały wieloletnie remonty wnętrz oraz ogrodów we francuskim stylu. Kaplica pałacowa służyła początkowo kościołowi husyckiemu, później jako magazyn i dopiero od 2002 roku, po rekonstrukcji, można ją zwiedzać.
Rodzina Salm-Reifferscheidt-Raitz wystąpiła po upadku komunizmu o zwrot swojego majątku, jednak na razie jej starania nie przyniosły rezultatów, więc pałac nadal pozostaje w rękach państwa.